# КК Триглав Крањ
КК Триглав Крањ је словеначки кошаркашки клуб из Крања. У сезони 2015/16. такмичи се у Другој лиги Словеније.
Клуб је основан 1950. године као кошаркашка секција ТВД Партизан Крањ. Године 1954. клуб мења име у КК Триглав, а тренутно наступа под спонзорским именом Електро Горењска продаја. Своје утакмице играју у Планина спортској хали у Крању.

## Познатији играчи
- Јака Блажич
- Домен Лорбек
- Мирза Бегић
- Сашо Ожболт
- Емир Прелџић